# Diadegma duplicatum
Diadegma duplicatum är en stekelart som beskrevs av Horstmann 1980. Diadegma duplicatum ingår i släktet Diadegma och familjen brokparasitsteklar. Arten är reproducerande i Sverige. Inga underarter finns listade i Catalogue of Life.